# Naszír ad-Dín Túszí
Naszír ad-Dín Túszí, (angolos írásmóddal: Nasir al-Din al-Tusi) Ṭūsī: Abū Jaafar Muḥammad ibn Muḥammad ibn al-Ḥasan Naṣīr al-Dīn al-Ṭūsī (1201. február 17. Túsz, Irán – 1274. június 25. Bagdad, Irak) középkori perzsa asztrológus, csillagász, matematikus.

## Élete

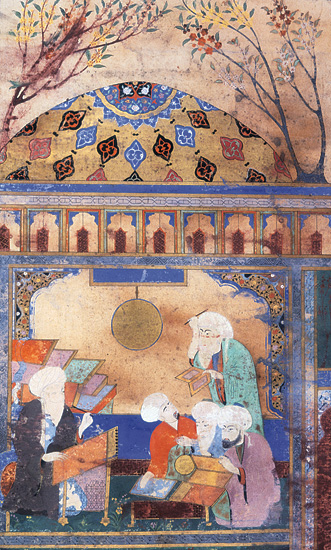
Naszír ad-Dín Túszí az obszervatóriumában (British Museum)

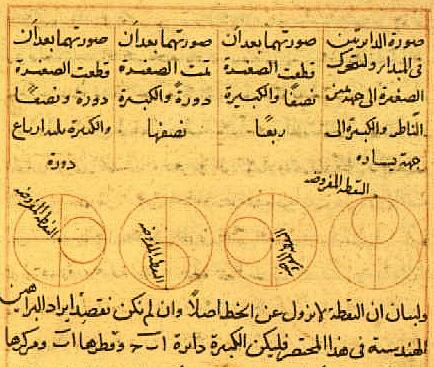
Az egyenes mozgás levezetése két körmozgás eredőjeként

Túsz városában született (Khoraszan, a mai Irán területén), nevét is róla kapta. Isma’ili kormányzója, Naszír ad-Din ’Abd ar-Rahim személyes asztrológusa volt. Apja és nagybátyja is tudósok voltak.
Elfogták és Alamut erődítményében fogva tartották, ami orgyilkosok főhadiszállása volt. Ő elárulta a védelem gyenge pontjait a mongol hódítóknak, akik jutalmul (Ilkhanida dinasztia, Hülegü ilhán) egy obszervatóriummal ajándékozták meg, ami 1262-ben Maraghában (ma Azerbajdzsán) kínai segítséggel épült fel. Az intézményhez iskola és könyvtár is tartozott.
Az obszervatórium műszerei közül néhányat maga al-Túszí tervezett, ezekről könyveiben írt. Tizenkét éven keresztül figyelte meg a bolygók és a csillagok mozgását. Az eredményeket az Ilkháni táblázatok című műben ismertette.
1274-ben Al-Túszí elhagyta Maraghát és tanítványaival Bagdadba költözött.
Foglalkozott trigonometriával, és klasszikus munkákat is fordított, amiket megjegyzésekkel látott el.
Munkái a ptolemaioszi világkép megreformálását célozták. Nagy hatást gyakorolt a késő középkori iszlám csillagászatra, továbbá a korai-modern kori európai csillagászokra, köztük Kopernikuszra.
Al-Túszí több mint 150 művet írt, arab és perzsa nyelven.